# L'amore è un difetto meraviglioso
L'amore è un difetto meraviglioso (The Rosie Project) è il romanzo d'esordio di Graeme Simsion pubblicato nel 2012 e tradotto in italiano l'anno seguente.
Il libro è diventato un best seller internazionale

e case editrici di più di 38 paesi diversi hanno acquistato i diritti di pubblicazione
.

## Trama
(L'amore è un difetto meraviglioso, cap. 29)
Il racconto segue le vicende di Donald (Don) Tillman, professore di genetica presso l'Università di Melbourne, alla ricerca della compagna ideale. Individuo di notevole intelligenza e dotato di un pensiero fortemente razionale crede di poter imbrigliare l'amore nelle maglie della ragione scientifica mettendo in cantiere un progetto rigoroso per la selezione del partner. Una donna di nome Rosie, decisamente inadatta come compagna secondo i criteri della razionalità, sconvolgerà il mondo di Don e i suoi rassicuranti schemi.

## Accoglienza
Il romanzo è stato recensito da numerosi quotidiani e riveste, tra cui:
- negli Stati Uniti da: The New York Times[3], USA Today[4], The Washington Post[2];

- in Inghilterra da: The Guardian[5];

- in Italia da: La Repubblica[6], Il Giornale[7], The Huffingotn Post[8], Panorama[9].

In particolare Andrea Bressa di Panorama lo giudica un "brillante esordio letterario dello sceneggiatore australiano Graeme Simsion"; Anita Sethi di The Guardian lo descrive come 
ovvero "una storia universale e toccante su come riconciliare al meglio logica ed emozioni, testa e cuore, e connettere le nostre vite con quelle degli altri".
È stato insignito del premio Victorian Premier's Literary Award for an unpublished manuscript del 2012
.

## Edizioni
- Graeme Simsion, L'amore è un difetto meraviglioso, traduzione di M. Fiume, collana La Gaja scienza, Longanesi, 2013.